# Cembra
Cembra é uma comuna italiana da região do Trentino-Alto Ádige, província de Trento, com cerca de 1.737 habitantes. Estende-se por uma área de 16 km², tendo uma densidade populacional de 109 hab/km². Faz fronteira com Salorno (BZ), Giovo, Faver, Segonzano, Lona-Lases, Lisignago, Albiano.
O nome advém de zimbro ou simbro, que é um pinheiro da região.